# Gorreto

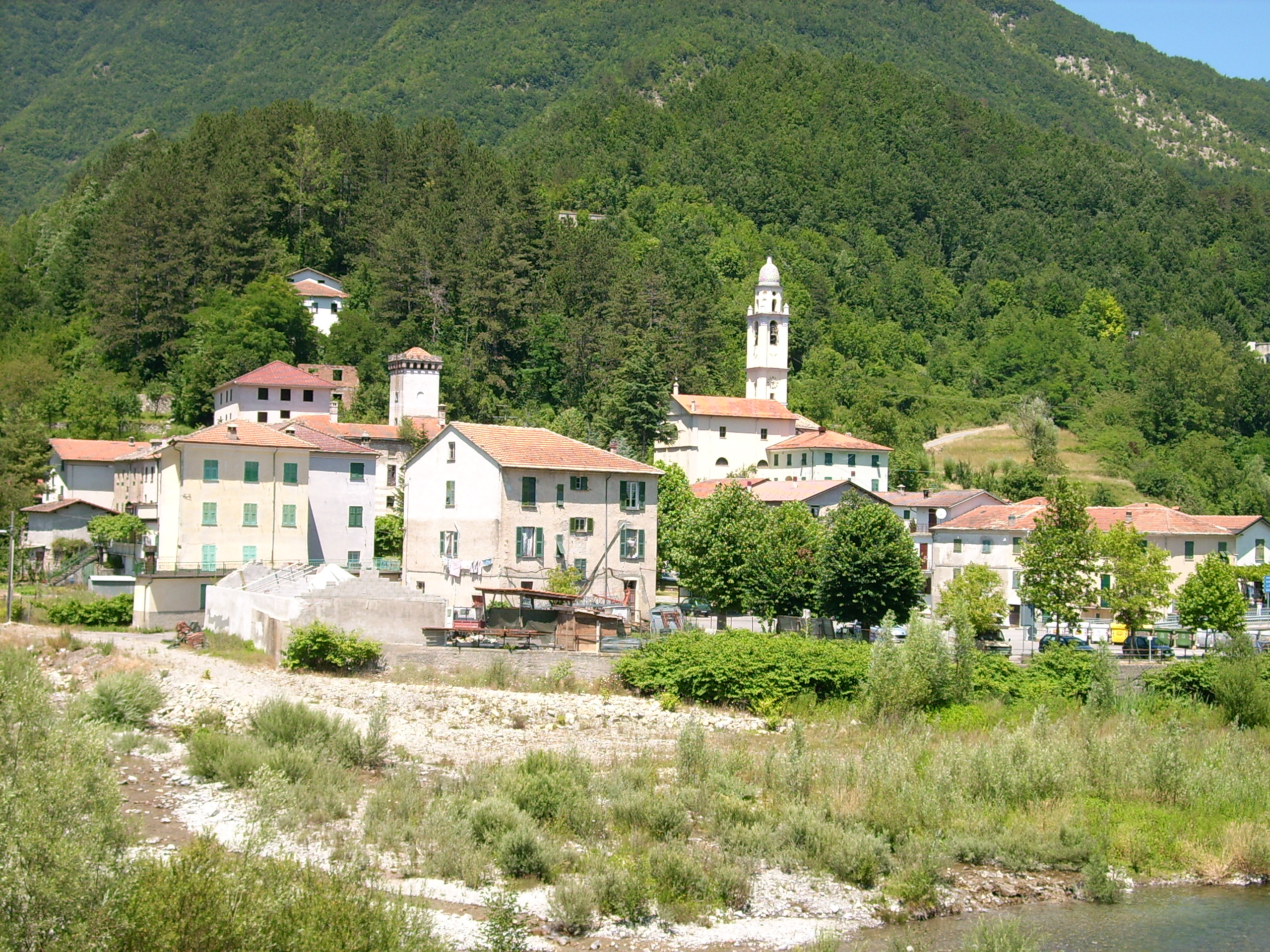
Vista de Gorreto

Gorreto es una localidad y comune italiana de la provincia de Génova, región de Liguria, con 119 habitantes.

## Evolución demográfica
| Gráfica de evolución demográfica de Gorreto entre 1861 y 2001 |
|                                                               |
| Fuente ISTAT - elaboración gráfica de Wikipedia               |